# Sundarnagar
Sundarnagar är en ort i Indien.   Den ligger i distriktet Mandi och delstaten Himachal Pradesh, i den norra delen av landet, 300 km norr om huvudstaden New Delhi. Sundarnagar ligger 884 meter över havet och antalet invånare är 25 338.
Terrängen runt Sundarnagar är kuperad åt nordväst, men åt sydost är den bergig. Runt Sundarnagar är det ganska glesbefolkat, med 48 invånare per kvadratkilometer. Närmaste större samhälle är Mandi, 19,8 km norr om Sundarnagar. I omgivningarna runt Sundarnagar växer i huvudsak blandskog.